# Tercera guerra civil inglesa
La tercera guerra civil inglesa (1649-1651) fue el último episodio de una serie de conflictos armados conocidos como la guerra civil inglesa (1642-1652) (o "Guerras"), en el que se enfrentaron políticamente y militarmente el ejército parlamentario dirigido por Cromwell y los realistas que apoyaban al sucesor legítimo Carlos II de Inglaterra. Sus principales objetivos eran lograr un gobierno estable y tolerancia para todas las denominaciones evangélicas puritanas. Cromwell venció a los partidarios monárquicos en Irlanda y Escocia y controló Inglaterra.
Durante la segunda guerra civil inglesa el Parlamento escocés en lugar de la Iglesia de Escocia asumió el mando de la campaña de Preston, y exigió la ejecución del rey Carlos I de Inglaterra con el objetivo de unir a los partidos políticos escoceses en contra de la facción de los ingleses Independientes. Aun así, el exiliado Carlos II de Inglaterra tuvo que someterse a largas negociaciones y condicionamientos antes de que se le permitiese dirigir los ejércitos escoceses. Poco después, el 22 de marzo de 1649, el marqués de Huntly fue ejecutado por levantarse en armas a favor de Carlos I.
A principios de 1650, Carlos II ordenó al marqués de Montrose realizar un último esfuerzo por agrupar a los realistas escoceses. Sin embargo las intenciones de Carlos II eran utilizar a Montrose como una amenaza para obtener a su favor mejores condiciones de parte de los Covenanters.  Montrose, uno de los más nobles realistas  fue derrotado el 27 de abril en la batalla de Carbisdale, y el 4 de mayo fue apresado por sus enemigos. Carlos II no sintió remordimiento  para aceptar las demandas de los Covenanters, y el 21 de mayo de 1650 presidió la ejecución de Montrose. Su padre Carlos I, a pesar de todos sus errores había elegido morir por un ideal, la Iglesia de Inglaterra. Carlos II, propuso recuperar el trono a cambio de permitir que Escocia impusiese el presbiterianismo en Inglaterra, y destituyó a todos los fieles cavaliers que le habían acompañado en su exilio.

## Cromwell en Irlanda
Desde la rebelión de 1641 Irlanda estuvo en guerra, a pesar de que la mayor parte de la isla estaba en poder de los irlandeses  confederados. En 1648 las fuerzas confederadas firmaron un tratado de alianza con los realistas ingleses, debido a la creciente amenaza de las fuerzas parlamentarias inglesas y al arresto de Carlos I. Los ejércitos realistas y confederados bajo el mando de Ormonde intentaron eliminar a las fuerzas parlamentarias que habían tomado Dublín, pero fueron derrotados en la batalla de Rathmines por el ejército parlamentario comandado por el coronel Michael Jones. 
Los episodios principales en Irlanda (Conquista de Irlanda por Cromwell) fueron:
- Asedio de Drogheda
- Saqueo de Wexford
- Asedio de Clonmel
- Asedio de Limerick

En cuanto a Escocia, fue el escenario de las siguientes batallas:
- Batalla de Dunbar
- Batalla de Inverkeithing
- Batalla de Worcester
- Sublevación de Penruddock